# Hugues (film)

Hugues est un moyen métrage français de Pascal Cervo, produit en 2017.
Récompensé par le grand prix fiction et le prix d'interprétation masculine (Arnaud Simon) au festival Côté court de Pantin, Hugues a aussi été sélectionné en compétition internationale au festival du cinéma de Brive, au festival Chéries Chéris, présenté au Tama Film Festival de Tokyo, au Festival International du Film d'Hiroshima et au Pink Screens Film Festival de Bruxelles.

## Synopsis
Hugues, acteur tourmenté, vit dans sa maison d'enfance avec Serge, son compagnon. Quand Micheline, une metteur en scène, parvient à le convaincre de remonter sur les planches, Serge le quitte. Lorsque les répétitions commencent, Hugues, maintenant seul, découvre que des nudistes occupent le pré attenant à son jardin…

## Fiche technique
- Producteur délégué : François Martin Saint Léon (Barberousse Films)
- Scénariste : Pascal Cervo[5]
- Ingénieur du son : Rosalie Revoyre
- Monteur : Martial Salomon[5]
- Décoratrice : Clémence Hamel
- Effets visuels : Christophe Bousquet
- Mixeur : Xavier Thieulin
- Assistant à la réalisation : Nicolas Combet
- Directeur de la photo : Raphaël Vandenbussche
- Assistant opérateur : Alex Moyroud
- Monteuse son : Rosalie Revoyre
- Costumière : Margaux Ponsard
- Chef maquilleuse : Marie-Laure Texier
- Durée : 48 minutes[5]

## Distribution
- Arnaud Simon : Hugues
- Gaëtan Vourc'h : Serge
- Dominique Reymond : Micheline
- Bastien Ossart : Michel Labize, voisin et ami d'enfance d'Hugues
- Julien Lucq : l'homme nu à la chaussette
- Simon P.R. Bewick : Ben
- Julia Marty : Chloé, la copine de Ben